# Parafia św. Floriana w Rzerzęczycach
Parafia św. Floriana Męczennika w Rzerzęczycach – parafia rzymskokatolicka, znajdująca się w archidiecezji częstochowskiej, w dekanacie Kłomnice.